# Bernstorff (släkt)
Bernstorff, är en gammal tysk-dansk adelsätt, känd sedan början av 1300-talet som innehavare av gården Bernardestorp i Bernstorf i provinsen Grevesmühlen, Mecklenburg och Bernstorff slott i Danmark.
Med Andreas Gottlieb von Bernstorff höjde sig släkten ur lågadelns krets. Då han avled utan manliga bröstarvingar. övergick det av honom instiftade fideikommisset Gartow-Wotersen-Wedendorf till hans svärson och brorson, Joachim Engelche von Bernstorff (1678-1737).
Av dennes söner erhöll den äldre, Andreas Gottlieb Berndorrf (1708-1768) Gartow, den yngre, Johan Hartvig Ernst Bernstorff, erhöll Wotersen och Wedendorf. Den senare förlänades 1767 med dansk grevlig värdighet för hela den friherrliga ätten.
Eftersom Johan Hartvig Ernst Bernstorff var barnlös, hamnade släktens domäner hos brorsönerna Joachim Bechtold Bernstorff (1734-1807) och Andreas Peter Bernstorff som blev stamfäder för släktens senare huvudgrenar, Bernstorff-Gartow och Bernstorff-Gyldensteen.
Bland övriga personer ur släkten märks:
- Christian Bernstorff (1769-1835), dansk-tysk politiker och statsman
- Joachim Bernstorff (1771-1835), dansk diplomat
- Albrecht von Bernstorff d.ä. (1809-1873), preussisk diplomat
- Johann Heinrich von Bernstorff (1862-1939), tysk diplomat
- Albrecht von Bernstorff (1890-1945), tysk diplomat

## Galleri

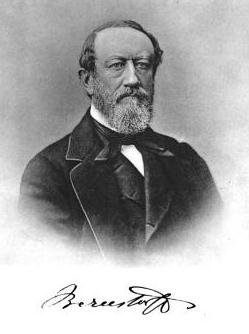
Albrecht von Bernstorff d.ä.
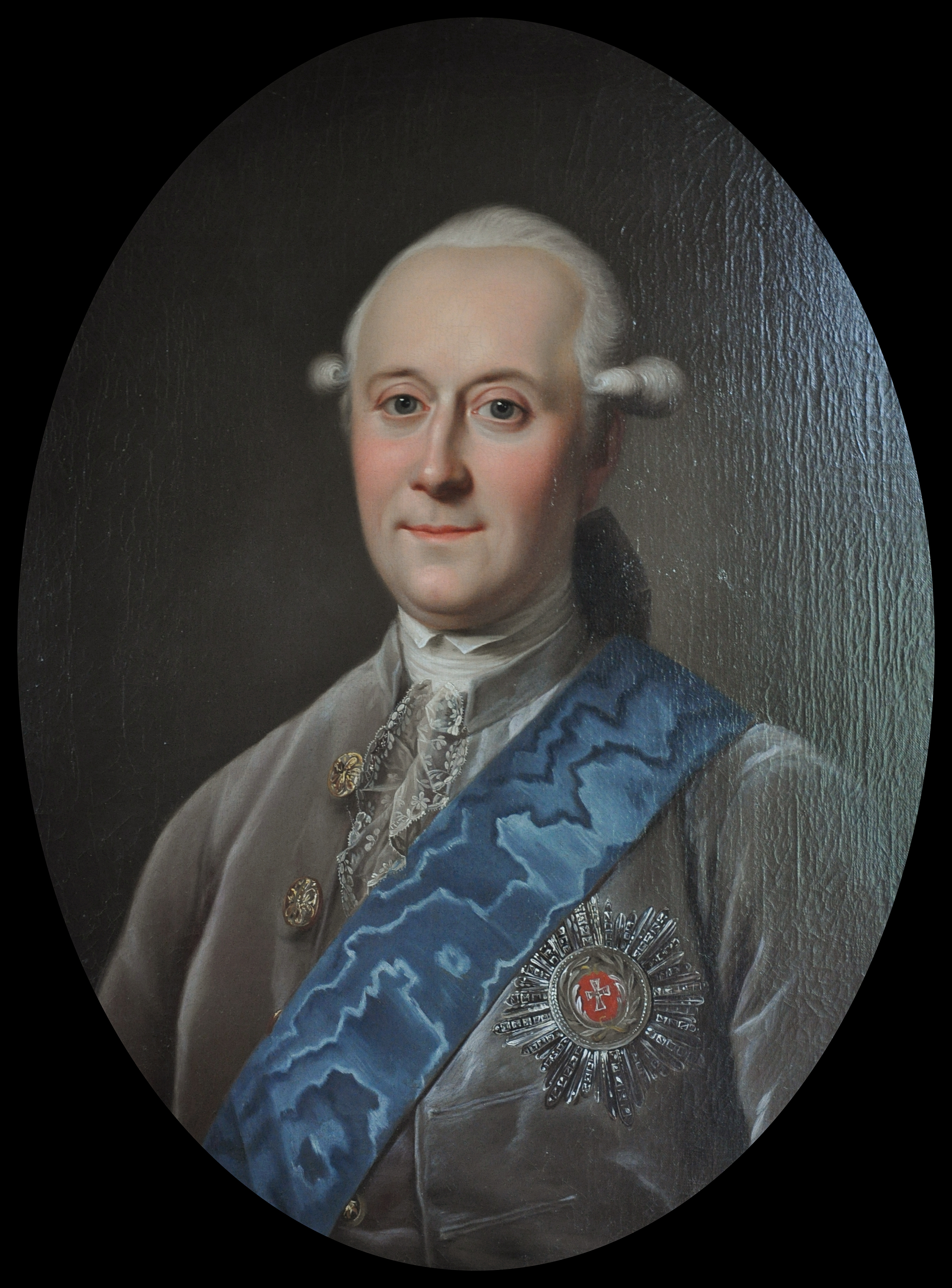
Andreas Peter Bernstorff
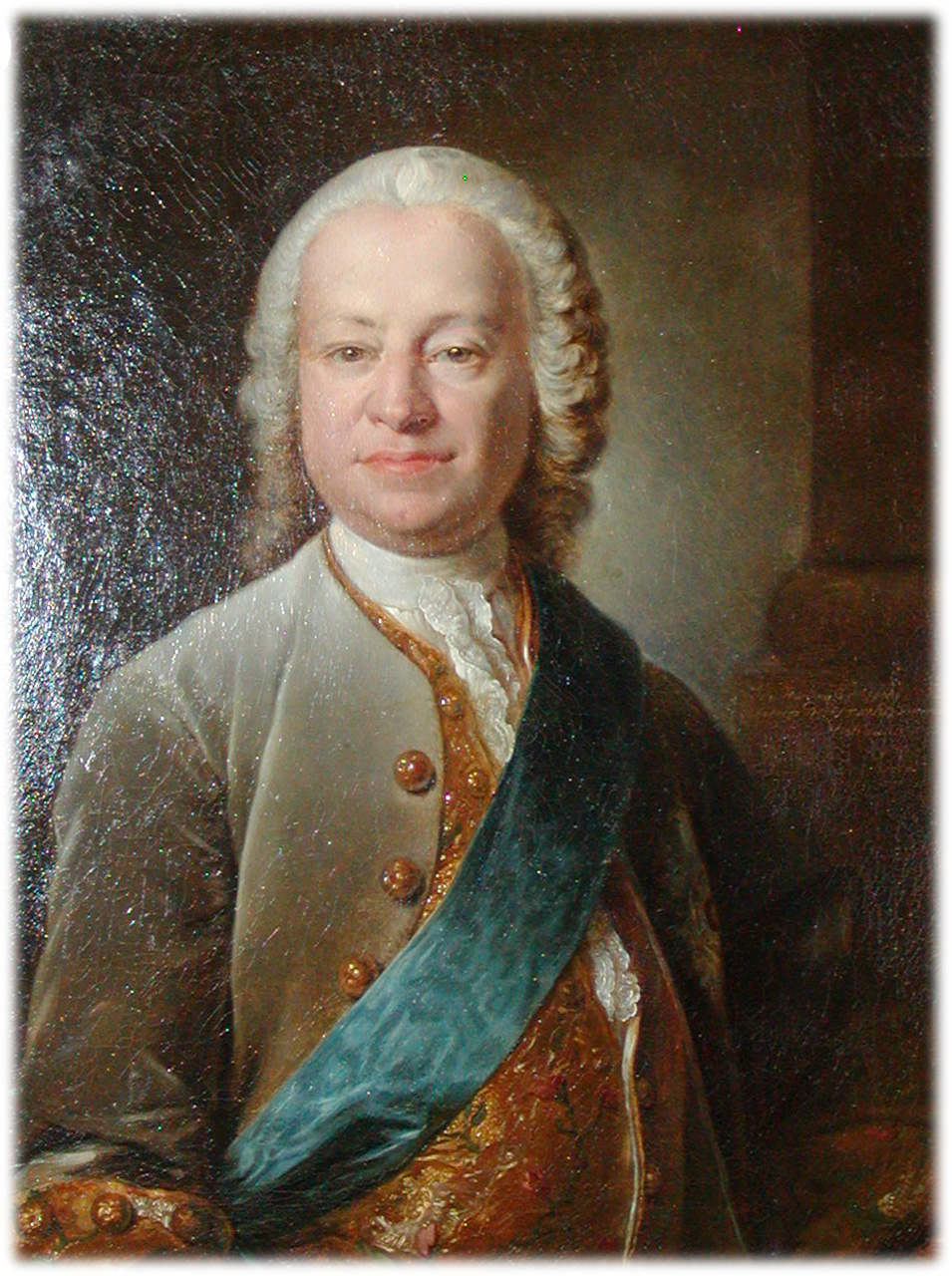
Johan Hartvig Ernst Bernstorff
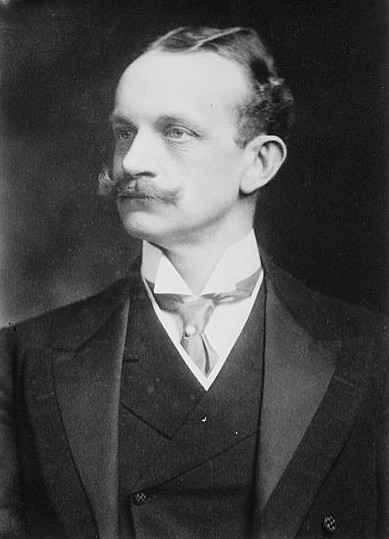
Johann Heinrich von Bernstorff